# Agesipolis I
Agesípolis I fue el vigesimosegundo rey agíada de Esparta desde 394 a 380 a. C. Sucedió a su padre Pausanias, y fue sucedido por Cleómbroto I. Era menor de edad cuando accedió al trono y reinó 14 años.
Durante su minoría de edad fue puesto bajo la tutela de Aristodemo. En aquellos momentos, por la intervención del sátrapa persa de Sardes, Titraustes, se había formado una liga contra Esparta en la que entraron Tebas, Atenas, Corinto y Argos. Fue necesario llamar a su colega en el trono Agesilao II, que estaba en Asia y que regresó en el 394 a. C. Aquel mismo año Agesípolis, y de hecho su tutor Aristodemo, invadieron territorio corintio y ganaron la batalla de Nemea, un riachuelo al sur de Corinto.
En el 390 a. C. Agesípolis llegó a la mayoría de edad y le fue confiado el mando del ejército que se había de enviar a la Argólida. Según la mitología, obtuvo el consentimiento de los dioses del Olimpo y del santuario de Delfos y, rechazando las reclamaciones de Argos sobre una tregua religiosa, asoló el país, pero la expedición no consiguió un establecimiento permanente y no sirvió para nada más que para saquear
.
En el 387 a. C. los espartanos encabezaron la oposición a la hegemonía de Mantinea en la Liga Arcadia, lo que llevó a la guerra. En el 385 a. C. el ejército espartano dirigido por Agesípolis (por renuncia del rey Agesilao II), ocupó Mantinea; los espartanos fueron ayudados por los tebanos y Epaminondas estuvo luchando junto con la gente de Mantinea, y estuvo a punto de morir. La ciudad fue ocupada después de que el desvío del río Ofis provocó el enterramiento de parte de las murallas. Mantinea se rindió y sus habitantes fueron dispersados en cuatro ciudades más pequeñas; los líderes democráticos se hubieron de exiliar.
En el 382 a. C. llegó una embajada de las ciudades de Acanto y de Apolonia pidiendo ayuda contra Olinto que les quería hacer ingresar en la Liga Calcídica. Olinto se había apoderado de las ciudades al oeste del río Estrimón hasta Pella en Macedonia y quería imponer su hegemonía regional. Los espartanos enviaron contra Olinto al general Fébides, que se paró de camino para ocupar Tebas donde instaló al partido aristocrático. Una segunda expedición bajo el mando de Teleutias (hermano de Agesilao II) en el 381 a. C. acabó con la muerte del jefe espartano en un combate no lejos de Olinto. Entonces Agesípolis tomó personalmente el mando e inició la campaña la primavera del 380 a. C. Ocupó Torone por asalto pero en medio de la campaña tuvo unas fiebres que le causaron la muerte en siete días, cuando estaba en Afitis (Aphytis) en la península de Palene. Su cuerpo fue cubierto de miel y enviado a Esparta para ser enterrado. Su colega Agesilao II sintió su muerte, ya que parece que le apreciaba mucho. Le sucedió su hermano Cleómbroto I.